# Корисні копалини Індійського океану
Мінеральні ресурси Індійського океану
Практично по всій шельфовій частині Індійського океану виявлення поклада [|нафти]] і газу. Найбільші запаси зосереджені на шельфі Південно-Східної Азії, де геологічні запаси оцінюються в 2,4 млрд т нафти і 2,3 трлн. м³ газу, найбільші родовища розташовані в нафтогазоносному басейні Перської затоки.
На західних і північно-західних шельфах Австралії відомо 10 родовищ нафти (потенційні запаси 600—900 млн т), біля узбережжя Бангладеш виявлено 7 родовищ газу.
Поклади газу виявлені в Андаманському морі, нафтогазоносні райони — в Червоному морі, Аденській затоці, вздовж узбережжя Африки. З тверддих корисних копалин розробляються узбережно-морські розсипи. Найважливіші розсипні родовища в Індійському океані розташовані на узбережжі Південно-Східної Азії (каситеритові — в Індонезії, Малайзії, Таїланді та Індії, рутилові і цирконієві — в Шрі-Ланці, монацитові — в Індії і Австралії). У відкритому океані є великі поля залізомарганцевих конкрецій (улоговини: Західно-Австралійська, Центральна, Південно-Аравійська, Крозе та ін.).
У Червоному морі виявлені великі поклади солі, рудоносні осади рифтових западин, збагачених залізом, міддю, цинком і інш. На банці Агульяс виявлені фосфорити.